# Coliou quiriva
Urocolius indicus
Espèce
Statut de conservation UICN

 LC  : Préoccupation mineure
Le Coliou quiriva (Urocolius indicus) est une espèce d'oiseaux de la famille des Coliidae, endémique de l'Afrique sub-équatoriale.

## Liste des sous-espèces
- Urocolius indicus indicus (Latham, 1790)
- Urocolius indicus lacteifrons (Sharpe, 1892)
- Urocolius indicus mossambicus (Reichenow, 1896)
- Urocolius indicus pallidus (Reichenow, 1896)
- Urocolius indicus transvaalensis Roberts, 1922